# 鎮 (烏克蘭)
镇（羅馬化：selyshche）是乌克兰的一种聚居地类型，镇是主要有农庄建筑的乡村聚居地，人口至少有五千人。镇的法律地位是由制定于2023年的相关法律确定的。
直至2023年，乌克兰曾经使用过市級鎮的行政区划单位。1991年时乌克兰有921个市级镇（селище міського типу / selyshche miskoho typu）。
2023年，乌克兰最高拉达第8362号发令废除了市级镇的概念，同时引入“鎮”的概念，定义为少于一万人但不少于5000人口的乡村型定居点。